# Emerika
Az Emerika latin eredetű női név, jelentése: érdemes, derék.

## Névnapok
- szeptember 14.
- szeptember 22.
- december 4.